# Ingo Oeser

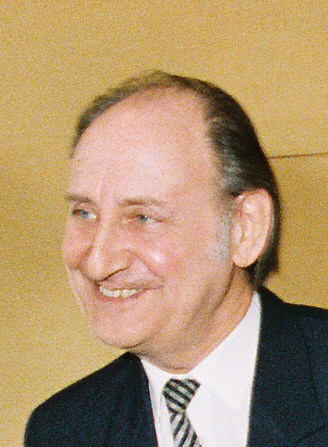
Ingo Oeser bei seiner Akkreditierung in Brüssel

Ingo Oeser (* 1. April 1930 in Hamburg; † 1998 in Berlin) war ein deutscher Diplomat. Er war ab 1988 der erste und letzte Botschafter der DDR bei der Europäischen Gemeinschaft in Brüssel.

## Werdegang
Ingo Oeser war nach dem Studium der Rechtswissenschaften zunächst in der Handelsmission der DDR in der Republik Zypern tätig, zuletzt als deren Leiter. Dort ebnete er den Weg zur diplomatischen Anerkennung der DDR durch die Regierung unter Präsident Erzbischof Makarios und wurde 12/1966 wieder abberufen.
Von 1969 bis 1972 war Oeser im Außenministerium der DDR als Leiter der Abteilung Westeuropa tätig. Von 1973 bis 1979 leitete der Jurist im Rang eines Botschafters die DDR-Delegation bei den Wiener Abrüstungsverhandlungen (MBFR) und nahm anschließend von 1980 bis 1983 an den KSZE-Abrüstungsverhandlungen in Madrid teil. Die diplomatischen Beziehungen der DDR zur EG wurden am 15. August 1988 durch einen Notenwechsel aufgenommen.
1973 erhielt Oeser den Orden Banner der Arbeit.